# Leandro Carro Hernáez
Leandro Carro Hernáez (Zarratón, La Rioja ? - Mèxic ?) fou un dirigent comunista espanyol. Emigrà de jovenet a Biscaia, on hi va treballar com a obrer metal·lúrgic i es va afiliar al PCE. Fou candidat del PCE per Bilbao a les eleccions de 1933 amb Facundo Perezagua, però no sortiren escollits. Fou elegit diputat pel Front Popular per Bilbao a les eleccions generals espanyoles de 1936. Durant la guerra civil espanyola lluità integrat en el Batalló núm 29 de l'Eusko Gudarostea, mentre que el seu germà Anastasio va morir en l'atac dels sublevats al quartel de Loiola. En acabar la guerra es va exiliar a Mèxic primer i després va anar a França, on fou ministre d'Obres Públiques del Govern d'Euzkadi de 1946-1948 a l'exili.